# Jean Solomidès
Jean Solomidès, né Yangos Solomides le 28 février 1911 à Famagouste (Chypre) et mort le 28 mai 1979, est un chercheur et biologiste français d'origine chypriote, connu pour avoir développé et commercialisé en toute illégalité des médicaments dont l'efficacité n'a pas été prouvée, et condamné à ce titre à plusieurs reprises.

## Biographie
Jean Solomidès vient en France faire des études de physique, de chimie, de sciences naturelles.
Il passe une licence de sciences à la Sorbonne et obtient, en 1938, son diplôme de docteur en médecine[Information douteuse].
À la Libération, il est stagiaire au CNRS puis attaché de recherches en 1945.
En 1949, il obtient la citoyenneté française pour faits de résistance[réf. nécessaire].
Attaché de recherches au CNRS, il est détaché à l'Institut Pasteur où il travaille huit ans avant d'en être exclu au moment du premier procès.
Il meurt en mai 1979, à 68 ans, d'une embolie pulmonaire. Il est inhumé au cimetière de Sceaux.

## Poursuites et condamnations
Dès 1956, il est poursuivi pour exercice illégal de la profession de médecin,,, et condamné l'année d'après,.
En 1978, il est condamné pour exercice illégal de la médecine pour avoir commercialisé des molécules toxiques et dangereuses,, dont l'efficacité n'était pas prouvée; et son laboratoire est fermé.
Son fils a également été condamné en 1989 pour exercice illégal de la pharmacie,,,,.
Ses partisans sont également condamnés en Belgique en 1991.
En 2008, un laboratoire clandestin est démantelé.
En 2013, plusieurs personnes commercialisant ses produits sont également condamnées,,.

## Publications
- 1952 : Chimiothérapie du cancer considéré comme maladie à virus, Le François, Paris (OCLC 1106676223)